# Crotalaria uncinata
Crotalaria uncinata är en ärtväxtart som beskrevs av John Gilbert Baker. Crotalaria uncinata ingår i släktet sunnhampor, och familjen ärtväxter. Inga underarter finns listade i Catalogue of Life.